# A Flora of California
A Flora of California (abreviado Fl. Calif. (Jepson)) es un libro con ilustraciones y descripciones botánicas que fue escrito por el botánico californiano Willis Linn Jepson y publicado en 4 volúmenes en los años 1909-1979.
El trabajo sobre las flora cesó después de la muerte de Jepson en 1946, con el volumen 4 parte 2 editado por Lauramay Tinsley Dempster, que aparece en 1979 después de un largo paréntesis. La flora incluye tratamientos taxonómicos excepcionalmente detalladas y dibujos originales, para muchos taxones en California, la flora contiene la descripción más completa de las características morfológicas, hábitat y ecología disponible. Desafortunadamente, esta gran obra nunca fue terminada y ahora está fuera de impresión, aunque hay un número limitado de temas completos todavía disponibles a través del Herbario Jepson.